# Golfo Saronico
Il golfo Saronico o golfo di Egina (in greco Σαρωνικός κόλπος?, Saronikós kólpos) è un ampio golfo sulla costa orientale della Grecia, aperto alle acque del mar Egeo, situato nel lato orientale dell'istmo di Corinto. L'area urbana di Atene e il porto del Pireo, come l'ex aeroporto internazionale di Atene-Ellinikon, si trovano a nord-est del golfo. Salamina (96 km²), Egina (87,41 km²), Poros (49,5 km²) e Spetses (27,1 km²) sono le principali isole presenti nel golfo.
Il suo nome deriva da Sarone, mitico re di Trezene, che annegò nel lago Psifaei, oggi Psifta.

## Descrizione

### Geografia
Il golfo comprende le isole di Egina, Salamina e Poros, insieme con le isole minori di Patroklou e Fleves. Il Pireo, il porto di Atene, si trova sulla costa nord-orientale del golfo, così come il sito dell'ex aeroporto di Atene-Ellinikon.
Gran parte della costa del golfo è costituita da spiagge, da Poros a Epidauro, da Galataki fino a Kineta, da Megara a Eleusi e dal Pireo fino a Anavyssos. L'area urbana di Atene occupa la costa settentrionale a oriente del golfo e su di esso si aprono le baie di Falero ed Elfsina a nord, di Cencrea a nord-ovest e di Sofiko a est. I fiumi principali che sfociano nel golfo sono il Loutro e il Cefiso.

### Geologia
Il vulcano di Methana si trova a sud-ovest, fra Egina, Poros ed Epidauro. Methana è anche il più giovane centro vulcanico attivo e costituisce l'estremità nord-occidentale dell'arco cicladico di vulcani attivi, comprendente le isole di Milo, Santorini e Nisiro. Un istituto idroterapico a Methana fa uso delle acque sulfuree che sgorgano nella zona. L'ultima eruzione nell'area è stata quella di un vulcano sottomarino a nord di Methana avvenuta nel XVII secolo.
Le faglie sono presenti soprattutto nella parte nord-occidentale del golfo.

### Economia
Il golfo ospita raffinerie di petrolio in tutta la sua parte settentrionale, fra Corinto e Keratsini, ad Agioi Theodoroi, Eleusi, Aspropyrgos e Skaramangas. Le petroliere attraversano lo stretto tra Salamina e Perama. La produzione totale della regione è una delle più grandi in Grecia e la maggior parte del petrolio viene esportato.